# Hülseburg
Hülseburg ist eine Gemeinde im Landkreis Ludwigslust-Parchim in Mecklenburg-Vorpommern (Deutschland). Sie wird vom Amt Hagenow-Land mit Sitz in der Stadt Hagenow verwaltet.

## Geografie
Hülseburg liegt etwa 9,5 Kilometer nördlich von Hagenow. Durch das Gemeindegebiet fließt die Motel. Die Bundesautobahn 24, die über die Anschlussstellen Wittenburg und Hagenow erreicht werden kann, verläuft drei Kilometer südlich.
Zu Hülseburg gehört der Ortsteil Presek.
Umgeben wird Hülseburg von den Nachbargemeinden Dümmer im Norden, Schossin im Nordosten, Gammelin im Osten, Hagenow im Süden, Bobzin im Südwesten sowie Wittendörp im Westen.

## Geschichte

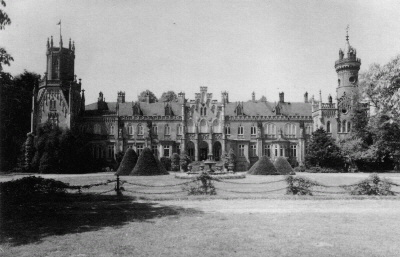
Schloss Hülseburg um 1900, 1947 abgebrannt

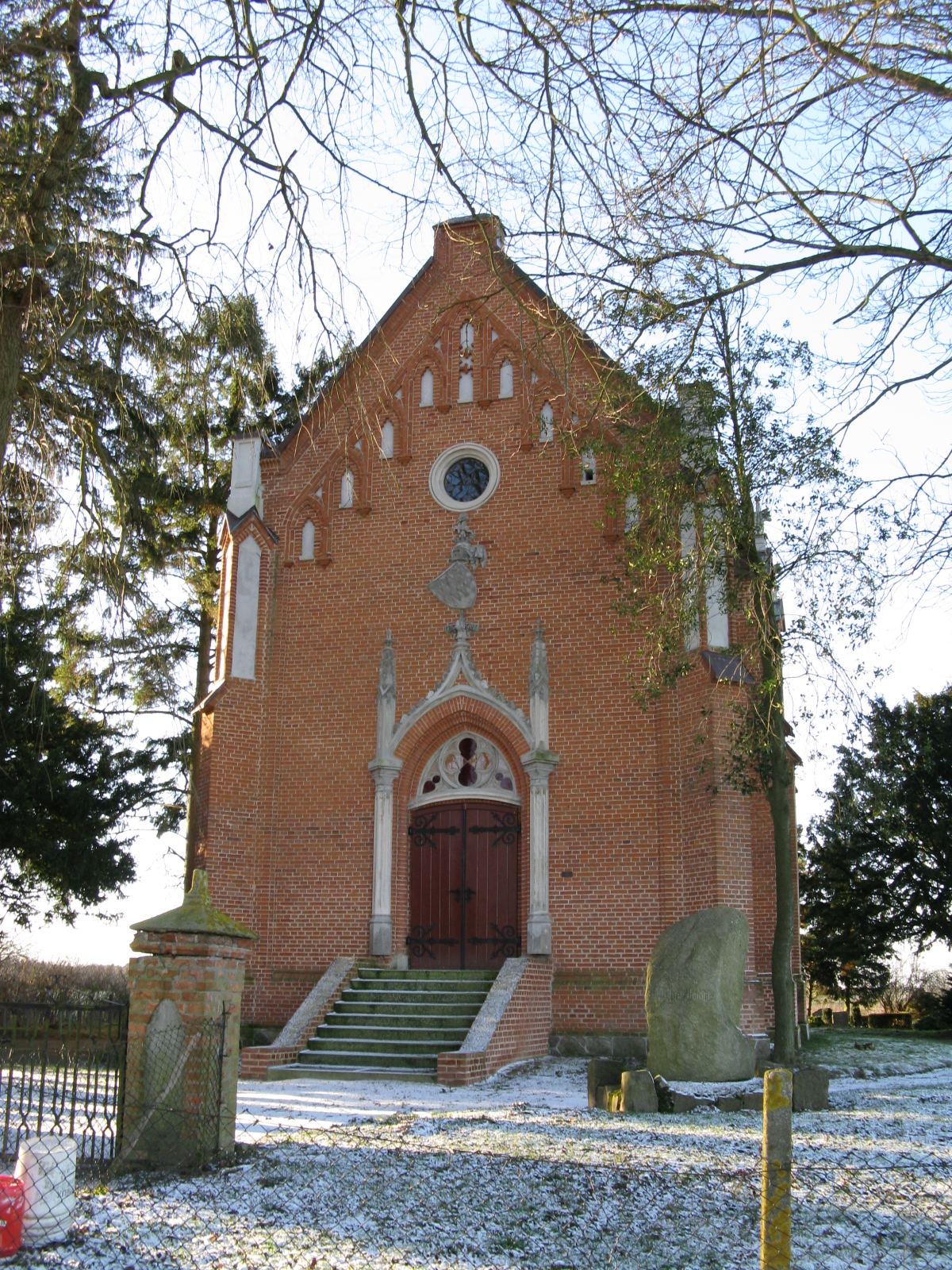
Kapelle in Hülseburg

Presek wird, wie viele Orte der Umgebung, erstmals 1230 im Ratzeburger Zehntregister urkundlich erwähnt und ging aus einer slawischen Siedlung hervor. Hülseburg taucht erst 1571 in einer Erbschaftsurkunde zum ersten Mal auf und war eine Neugründung auf unbesiedeltem Land. Beide Orte befanden sich einst in Besitz des Landadels mit Sitz auf dem Gut Hülseburg. Der Dreißigjährige Krieg forderte viele Opfer unter den Bewohnern.
Hülseburg bot dem Besucher einst ein prächtiges neogotisches Schloss am westlichen Ortsrand, das ursprünglich zu Beginn des 18. Jahrhunderts errichtet und 1860 im Auftrag des Freiherrn von Campe historistisch umgebaut wurde. Es brannte am 6. Januar 1947 ab, vermutlich durch Brandstiftung. Die Brandruine wurde im Jahr 1948 gesprengt. Die ehemalige Parkanlage besitzt eine Größe von 7,7 Hektar.
Da sich in keinem der Orte eine Kirche befand, mussten die Einwohner lange Zeit das Gotteshaus in Gammelin aufsuchen. Im Zuge des Schlossumbaus entstand 1860 auch eine neogotische Grabkapelle außerhalb der Ortschaft, die aus einem baufälligen Zustand heraus von 1951 bis 1953 zu einem Kirchenraum umgebaut wurde. Die Särge der Familie von Campe aus der Gruft der Kapelle wurden neben das Gebäude umgebettet. Der Glockenturm wurde in den 1970er Jahren abgetragen, dafür entstand ein freistehender Glockenstuhl. Seit 1989 wird die damals erneut baufällige Kapelle nicht mehr genutzt und befindet sich seit 1997 in Besitz der Gemeinde Hülseburg.
Die Gemeinde war von jeher landwirtschaftlich geprägt.

## Politik

### Gemeindevertretung und Bürgermeister
Der Gemeinderat besteht (inkl. Bürgermeister) aus 6 Mitgliedern. Die Wahl zum Gemeinderat am 26. Mai 2019 hatte folgende Ergebnisse:
| Partei/Bewerber          | Prozent | Sitze |
| ------------------------ | ------- | ----- |
| CDU                      | 20,39   | 1     |
| Einzelbewerber Dubielski | 28,62   | 2     |
| Einzelbewerber Kassat    | 14,90   | 1     |
| Einzelbewerber Wulff     | 14,12   | 1     |

Bürgermeister der Gemeinde ist Heinz Dubielski, er wurde mit 56,32 % der Stimmen gewählt.

### Dienstsiegel
Die Gemeinde verfügt über kein amtlich genehmigtes Hoheitszeichen, weder Wappen noch Flagge. Als Dienstsiegel wird das kleine Landessiegel mit dem Wappenbild des Landesteils Mecklenburg geführt. Es zeigt einen hersehenden Stierkopf mit abgerissenem Halsfell und Krone und der Umschrift „GEMEINDE HÜLSEBURG • LANDKREIS LUDWIGSLUST-PARCHIM“.

## Sehenswürdigkeiten
Die Baudenkmale der Gemeinde sind in der Liste der Baudenkmale in Hülseburg aufgeführt.